# کریستوفر آیر
کریستوفر آیر (انگلیسی: Kristoffer Ajer؛ زادهٔ ۱۷ آوریل ۱۹۹۸) بازیکن فوتبال اهل نروژ است.
از باشگاه‌هایی که در آن بازی کرده‌است می‌توان به باشگاه فوتبال کیلمارنوک و باشگاه فوتبال سلتیک اشاره کرد.
وی همچنین در تیم‌های ملی فوتبال زیر ۱۷ سال نروژ, زیر ۱۹ سال نروژ، زیر ۲۱ سال نروژ، و بزرگسالان نروژ بازی کرده‌است.

## دوران ملی
در ۱۳ مارس ۲۰۱۸، در آستانه بازی های دوستانه برابر استرالیا و آلبانی که قرار بود به ترتیب در ۲۳ و ۲۶ مارس آینده برگزار شود، او برای اولین بار به تیم ملی بزرگسالان نروژ دعوت شد. او اولین بازی خود را در ۲۳ مارس در جریان پیروزی ۴ بر ۱ مقابل تیم ملی استرالیا انجام داد.